# Amerikanische Schulen in Deutschland

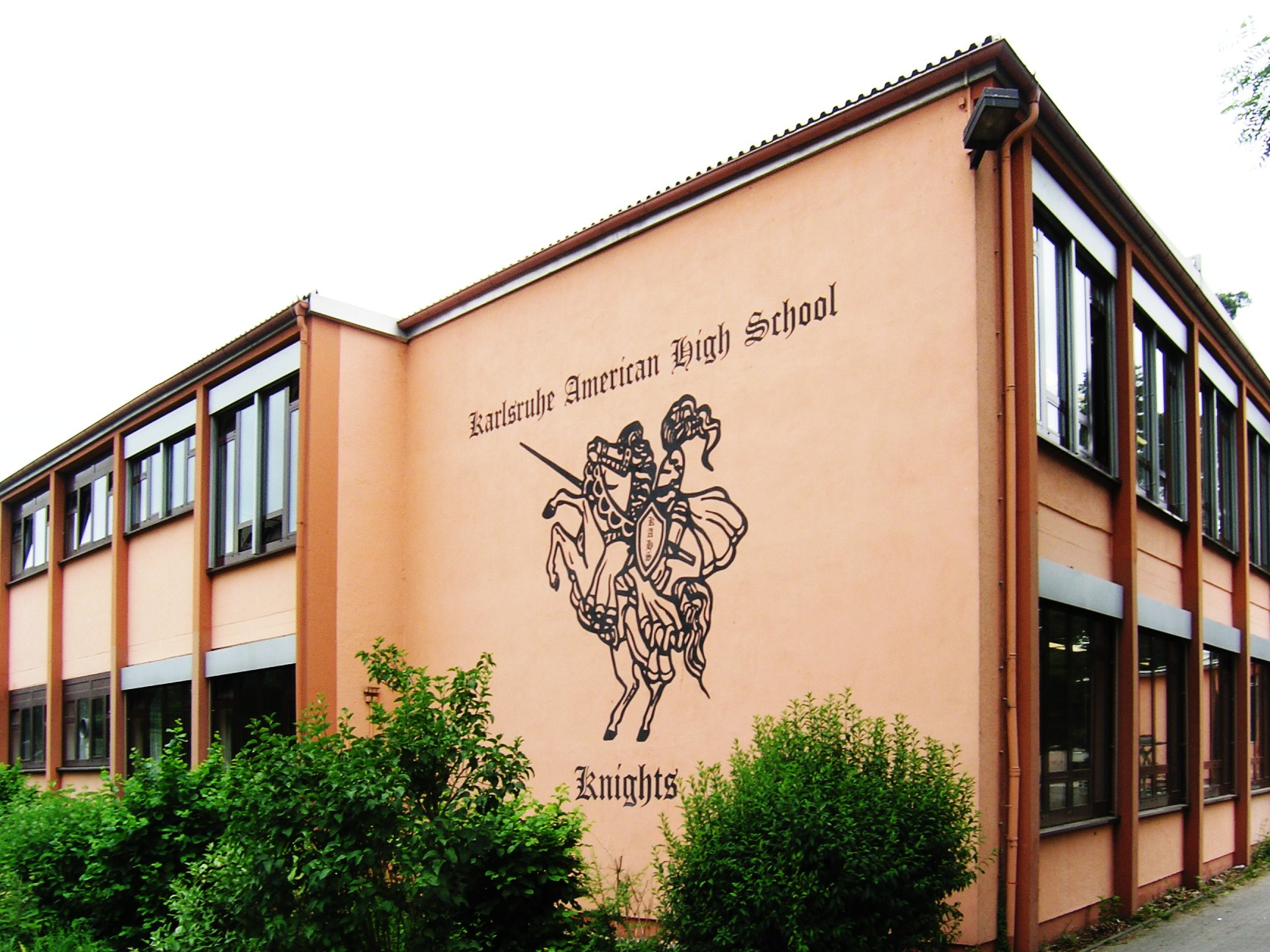
Karlsruhe Knights

Amerikanische Schulen in Deutschland beschreibt sämtliche Grund- und weiterführende Schulen unter der Dienstaufsicht des Department of Defense Dependents School System (DoDDS), seit 1992 Department of Defense Education Activity (DoDEA). Die Organisation hat ihren Sitz in Alexandria, Virginia, mit dem für Deutschland zuständigen Büro in Lindsey Air Station in Wiesbaden, seit 1993 in Wiesbaden Army Airfield, 2012 in Lucius D. Clay Kaserne umbenannt.

## Geschichte
Mit der Ankunft der Familien der amerikanischen Soldaten im besetzten Deutschland 1946 wurde die Einrichtung amerikanischer Schulen erforderlich. Dies war eine völlig neue Erfahrung für die Streitkräfte, denn bisher waren noch nie amerikanische Truppen mit Familiennachzug dauerhaft im Ausland stationiert gewesen. Nunmehr wurden Schulen zunächst in Deutschland, Österreich und Japan gegründet, bald auch in Großbritannien, Frankreich, Italien und Korea sowie weiteren Ländern. Die Schulen wurden dem am 4. Mai 1946 gegründeten Dependents School Service unterstellt. Seine Aufgabe war
-       die Kommandeure bei der Organisation und dem Betrieb der Grund- und weiterführenden Schulen zu beraten und zu unterstützen,
-       Beratung über Privatschulen und Colleges in der Schweiz und anderswo in Europa anzubieten,
-       den deutschen Lehrkräften das Beispiel eines Modells einer amerikanischen Schule als Hilfe für Bemühungen der Militärregierung, das deutsche Schulwesen zu reorganisieren und zu demokratisieren, anzubieten.
Das Kriegsministerium (War Department) ordnete an, dass keine direkten Aufwendungen aus dem Haushalt für die Schulbildung der Familienangehörigen (dependents) erfolgen dürften, jedoch durften Mittel aus anderen Quellen fließen, insbesondere aus den Gewinnen bei den Verkäufen in den Läden der U.S. Army und hier wieder vor allem durch den zollfreien Verkauf alkoholischer Getränke.
Die meisten Schulgebäude wurden durch den teilweisen Umbau bereits requirierter Liegenschaften gewonnen, da die Militärregierung weitere Beschlagnahmungen, insbesondere von deutschen Schulen, strikt untersagt hatte. Es sollte vermieden werden, das im Aufbau befindliche deutsche Schulwesen zu behindern. So wurden zumeist Gebäude in bereits beschlagnahmten ehemaligen Wehrmachtskasernen genutzt.

## Lehrer
Lehrer wurden in den Vereinigten Staaten mit Zweijahresverträgen rekrutiert (später auf ein Jahr geändert) und mit der Unterstützung ausgewählter Universitäten auf die besonderen Probleme von Schulen in einem kriegszerstörten Land vorbereitet. Ein Schwerpunkt lag in den Beziehungen mit den Deutschen. So weit wie möglich versuchte man, Lehrer aus allen Staaten der USA im Verhältnis ihrer jeweiligen Einwohnerzahl zu gewinnen. Auch Ehefrauen mit Lehrerfahrung übten Lehrtätigkeiten aus. Die Gehälter waren gleich für alle Lehrer. Das Kriegsministerium übernahm den kostenfreien Transport vom Heimatort in den USA zum Einsatzort in Deutschland. Für den Deutschunterricht gewann man deutsche Lehrer.

## Schulen
Grundschulen (Elementary Schools) wurden in allen Wohnorten der Besatzungsmacht gegründet; Busse brachten die Schüler zu den Schulen. Sechs Gymnasien (High Schools) wurden in den größeren Zentren eingerichtet, vier davon als Internate für Jungen und Mädchen für die der tägliche Schulweg sonst unzumutbar zu weit wäre. Grundsätzlich galt die Vorgabe, gleichwertige Schulbildung wie in den Vereinigten Staaten zu gewährleisten. Die Gymnasien wurden von der North Central Association of Colleges and Secondary Schools zertifiziert (accredited).
Im Sommer 1947 machte die sprunghaft zunehmende Schülerzahl die Reorganisation des Schulsystems erforderlich. Der Dependents School Service wurde zur Dependents School Division aufgewertet, dem ein Dependents School Detachment als Dienstleister zugeordnet war. Im Herbst 1950 wurden Division und Detachment zusammengeschlossen, um das Ausufern von Stabsabteilungen im Generalkommando zu verhindern. Unter der Bezeichnung Dependents Education Group wurde das Schulwesen zur Stabsabteilung im Stab von USAREUR in Heidelberg.
Der Schulbetrieb begann im Herbst 1946 mit 2000 Schülern und 80 Lehrern in 44 Schulen – als einzige von diesen Schulen bestand 2023 noch Grafenwöhr Elementary School an dem wichtigen Truppenübungsplatz der amerikanischen Streitkräfte, alle anderen wurden im Laufe der Jahre geschlossen. Sechs High Schools wurden in
-       Berlin (bei Truman Plaza, 1994 geschlossen),
-       Bremen (1948 nach Bremerhaven, 1979 nach Osterholz-Scharmbeck verlegt, 1992 geschlossen),
-       Erlangen (1947 als Nürnberg High School nach Fürth verlegt, 1995 geschlossen),
-       Frankfurt (an der Miquelallee, 1995 geschlossen),
-       Heidelberg (in Mark Twain Village, 2013 geschlossen) und
-       München (am Perlacher Forst, 2002 geschlossen)
gegründet. Zum Schuljahr 1952/53 war das amerikanische Schulsystem auf 18 680 Schüler und 696 Lehrer in 90 Schulen angewachsen.

## College
Die Vorkehrungen für das College-Studium von Familienmitgliedern der Soldaten waren weniger befriedigend, wurden aber auch weniger nachgefragt.
Die meisten Jugendlichen kehrten zum Studium in die Vereinigten Staaten zurück, wobei die Armee – soweit verfügbar – den nötigen Transport unentgeltlich ermöglichte. Einige wenige studierten auch an einer europäischen Universität und zunehmend auch an deutschen Universitäten, insbesondere Heidelberg. Im Herbst 1950 eröffnete die University of Maryland eine Außenstelle in den McGraw Barracks in München.

## Höhepunkt und Auflösung
Im Herbst 1963 war der Stationierungsraum in Europa bedeutend erweitert und das amerikanische Schulsystem zählte 68 200 Schüler in 169 Schulen in Deutschland, 37 in Frankreich, 9 in Italien und 4 in Äthiopien, von diesen waren 96 Elementary Schools, 30 High Schools, 22 Junior High Schools und 71 Kindergärten. 1990 bestanden insgesamt 140 Schulen in Deutschland mit 5579 Lehrern und 88 000 Schülern. Weiterhin unterhielt die University of Maryland ihren Campus in München, in dem der Lehrstoff der ersten beiden College-Jahre vermittelt wurde.
Mit dem Ende des Kalten Krieges und dem damit verbundenen Abzug der amerikanischen Streitkräfte wurden die allermeisten Schulen nach 1991 geschlossen. 2023 bestanden nur noch 34 amerikanische Schulen in Deutschland, davon 8 High Schools, in:
-       Stuttgart (in Böblingen),
-       Ansbach (in Katterbach),
-       Vilseck (in den Rose Barracks),
-       Wiesbaden (in der Texasstraße der Hainerberg Housing Area),
-       Baumholder,
-       Kaiserslautern (in der Vogelweh Housing Area),
-       sowie in den Air Bases Ramstein und
-       Spangdahlem (2017 anstelle von Bitburg gegründet).
Der Campus der University of Maryland wurde 1990 nach Neu-Ulm, 1992 nach Schwäbisch Gmünd verlegt und 1994 geschlossen.

## Leitungsgremien
Unter Aufsicht des DoDDS im Kriegsministerium, später dem Verteidigungsministerium, wurde 1946 der Dependents School Service (DDS) in Deutschland eingerichtet. Die U.S. Air Force unterhielt ihr eigenes Schulsystem (für 17 000 Schüler). Die Luftstreitkräfte nannten ihre Grundschulen „Family Schools“, während die U.S. Army sie „Dependents Schools“ nannte. 1964 erfolgte die Gründung des United States Dependents School, European Area USDESEA, in dem USAREUR zuständig wurde für sämtliche amerikanischen Schulen in Europa, während die Air Force für den Pazifik (also Japan und Süd-Korea), die Navy für sonstige Schulen verantwortlich wurden. Gegen den erbitterten Widerstand der Teilstreitkräfte wurde 1976 DoDDS als Streitkräfte übergreifendes Leitungsgremien eingerichtet. Eine erneute Reorganisation des amerikanischen Schulsystems in Übersee erfolgte 1992 mit der Bildung der Department of Defense Education Activity (DoDEA). Der DoDEA Direktor übernahm die Verantwortung für Organisation, Management und Leitung von
-       DoDEA-Hauptquartier in Alexandria, Virginia,
-       Dienstleistungen für 67 000 Familienangehörige des U.S. Verteidigungsministeriums in 160 Schulen, organisiert in 8 Distrikten
o  DoDEA Europe (3 Distrikte) mit 64 Schulen und 25 000 Schülern,
- Europe East (Ansbach, Baumholder, Garmisch, Grafenwöhr, Hohenfels, Kaiserslautern, Ramstein, Sembach, Stuttgart, Wiesbaden)

- Europe South (Ankara, Aviano, Bahrein, Livorno, Neapel, Rota, Sevilla, Sigonella, Vicenza)

- Europe West (AFNORTH Community in Brunssum, Alconbury, Brüssel, Kleine Brogel, Lakenheath, SHAPE Community in Mons, Spangdahlem)

o  DoDEA Pacific (3 Distrikte) mit 45 Schulen und 21 000 Schülern,
o  DoDEA Americas (2 Distrikte) mit 50 Schulen und 20 000 Schülern.

## Liste der Schulen in Deutschland (218 Schulen)
Wichtigste Quelle sind die „School histories“ der American Overseas Schools Historical Society

### Baden-Württemberg (32 Schulen)
| Ort                 | Schule                                     | Eröffnet | Geschlossen    | Bemerkungen |
| ------------------- | ------------------------------------------ | -------- | -------------- | --- |
| Böblingen           | Elementary/Middle School                   | 1954     | 2015           | Als Böblingen Dependents School in der Panzer-Kaserne gegründet. |
| Böblingen           | Stuttgart Elementary School                | 2015     | noch bestehend | 2015 für die gesamte Stuttgart Military Community eingerichtet. |
| Böblingen           | Stuttgart High School                      | 2015     | noch bestehend | 2015 als Ersatz für die 2015 geschlossene Patch High School in der Panzer-Kaserne neu gegründet.                                                                                               |
| Crailsheim          | Elementary/Junior High School              | 1952     | 1993           | Als Crailsheim Dependents School gegründet. |
| Ellwangen           | Dependents School                          | 1951     | 1955           | 1955 Übergabe der Garnison an die Bundeswehr. |
| Göppingen           | Elementary/Junior High School              | 1954     | 1992           | Als Göppingen Dependents School gegründet. |
| Heidelberg          | Mark S. Twain Elementary School            | 1946     | 2011           | Auch Heidelberg Elementary School # 1 genannt. In Mark Twain Village. |
| Heidelberg          | Patrick Henry Elementary School            | 1955     | 2013           | Auch Heidelberg Elementary School # 2 genannt. In Patrick Henry Village. |
| Heidelberg          | Middle School                              | 1976     | 2013           | In Patrick Henry Village. |
| Heidelberg          | American High School                       | 1946     | 2013           | Eine der 6 originären American High Schools in Deutschland. In Mark Twain Village. |
| Heilbronn           | Elementary/Junior High School              | 1953     | 1992           | Als Heilbronn Dependents School gegründet. In John F. Kennedy Village. |
| Ittenhausen         | Elementary School                          | 1981     | 1987           | |
| Karlsruhe           | Elementary School                          | 1947     | 1995           | Als Karlsruhe Dependents School gegründet. In Paul Revere Village. |
| Karlsruhe           | High School                                | 1958     | 1995           | In Paul Revere Village. |
| Laupheim            | Elementary School                          | 1981     | 1991           | In der Villa Bergheim. |
| Ludwigsburg         | Elementary School                          | 1955     | 1992           | |
| Ludwigsburg         | Middle School                              | 1981     | 1992           | |
| Mannheim            | Elementary School                          | 1946     | 2011           | |
| Mannheim            | Middle School                              | 1985     | 2011           | |
| Mannheim            | High School                                | 1956     | 2015           | 1957 als High School akkreditiert. In Benjamin Franklin Village. |
| Meßstetten          | Elementary School                          | 1993     | 2000           | Für Combined Air Operations Center 4 (CAOC 4) |
| Nellingen           | Elementary/Junior High School              | 1948     | 1992           | Als Nellingen Dependents School gegründet. In Nellingen Caserne. |
| Pforzheim           | Elementary School                          | 1956     | 1992           | Auch Pforzheim-Kieselbronn Elementary School genannt. |
| Schwäbisch Gmünd    | Elementary/Junior High School              | 1954     | 1991           | Als Schwäbisch Gmünd Dependents School gegründet. |
| Schwäbisch Hall     | Elementary School                          | 1947     | 1993           | Als Schwäbisch Hall Dependents School gegründet. In Dolan Barracks (Hessental). |
| Schwetzingen        | Elementary School                          | 1954     | geschlossen    | |
| Stuttgart           | Robinson Barracks Elementary/Middle School | 1950     | noch bestehend | Als Stuttgart Elementary School gegründet. In Robinson Barracks. |
| Stuttgart           | High School                                | 1954     | 1992           | 1954 in Pattonville gegründet. 1954 als High School akkreditiert. Patch High School diente 1992–2015 als Ersatz für die aufgelöste Stuttgart High School. Für die Neugründung siehe Böblingen. |
| Stuttgart-Vaihingen | Patch Elementary School                    | 1979     | noch bestehend | In Patch Barracks. |
| Stuttgart-Vaihingen | Patch Middle School                        | 2015     | noch bestehend | In Patch Barracks. |
| Stuttgart-Vaihingen | Patch High School                          | 1979     | 2015           | 1979 als High School akkreditiert. 2015 Stuttgart High School in Böblingen neu erbaut. |
| Wertheim            | Elementary School                          | 1954     | 1992           | Als Wertheim Dependents School gegründet. |

### Bayern (72 Schulen)
| Ort                  | Schule                         | Eröffnet | Geschlossen    | Bemerkungen |
| -------------------- | ------------------------------ | -------- | -------------- | --- |
| Amberg               | Elementary School              | 1946     | 2008           | Als Amberg Dependents School in Pond Barracks gegründet. |
| Ansbach              | Elementary School              | 1946     | 1986           | Als Ansbach Dependents School gegründet. 1986 Neubau für Ansbach Elementary School in Katterbach. |
| Ansbach              | Rainbow Elementary School      | 1986     | 2015           | In Barton Barracks. |
| Ansbach              | Rainbow Middle School          | 1986     | 2015           | In Barton Barracks. |
| Ansbach-Katterbach   | Ansbach Middle/High School     | 1962     | noch bestehend | Die High School befindet sich in Katterbach. |
| Ansbach-Katterbach   | Ansbach Elementary School      | 1973     | noch bestehend | 1986 übernahm Ansbach Elementary School im Neubau in Katterbach die Schüler. |
| Aschaffenburg        | Elementary/Junior High School  | 1948     | 1995           | |
| Augsburg             | Elementary/Junior High School  | 1946     | 1998           | Als Augsburg Dependents School in Centerville Housing Area gegründet. |
| Augsburg             | High School                    | 1955     | 1998           | 1956 als High School akkreditiert. Direkt neben Reese Barracks. |
| Bad Aibling          | Elementary/High School         | 1981     | 2003           | Als Bad Aibling Dependents School gegründet. |
| Bad Kissingen        | Elementary School              | 1946     | 1995           | Als Bad Kissingen Dependents School gegründet. |
| Bad Tölz             | Elementary/Junior High School  | 1946     | 1991           | Als Bad Tölz Dependents School gegründet. Direkt neben Flint Barracks. |
| Bamberg              | Elementary School              | 1946     | 2014           | Als Bamberg Dependents School gegründet. Direkt neben Flynn Housing Area. |
| Bamberg              | Middle/High School             | 1980     | 2014           | In Flynn Housing Area. |
| Bamberg-Strullendorf | Elementary School              | 1980     | 1989           | In ehemaligem deutschen Waisenhaus. |
| Bayreuth             | Dependents School              | 1946     | 1957           | 1957 Schließung der Garnison. |
| Berchtesgaden        | Elementary School              | 1953     | 1993           | Als Berchtesgaden Dependents School in Stanggass Camp Area gegründet. |
| Bindlach             | Elementary School              | 1957     | 1992           | Als Bindlach Dependents School in Bindlach Military Post gegründet. |
| Chiemsee             | Dependents School              | 1950     | 1951           | In Chiemsee Recreation Center, für Militärangehörige, die aus Triest evakuiert worden waren. |
| Coburg               | Elementary School              | 1950     | 1950           | 1950 Übergabe der Grenzkontrolle zur DDR an die Bayerische Grenzpolizei. |
| Dachau               | Elementary School              | 1954     | 1971           | In Eastman Barracks. 1971 Schließung der Garnison. |
| Degerndorf           | Elementary School              | 1949     | 1955           | In Nußdorf am Inn. 1955 Schließung der Garnison. |
| Deggendorf           | Elementary School              | 1954     | 1981           | 1981 Schließung der Garnison. |
| Dillingen            | Elementary School              | 1954     | 1956           | 1956 Schließung der Garnison. |
| Erding               | Dependents School              | 1946     | 1971           | 1971 Übergabe der Garnison an die Bundeswehr. |
| Erlangen             | Elementary School              | 1946     | 1994           | Als Erlangen Dependents School direkt neben Ferris Barracks gegründet. |
| Erlangen             | American High School           | 1946     | 1947           | Eine der 6 originären American High Schools in Deutschland. 1947 Verlegung der Schule nach Nürnberg. |
| Freising             | Elementary School              | 1947     | 1953           | 1955 Übergabe der Garnison an die Bundeswehr. |
| Fürstenfeldbruck     | Family School                  | 1954     | 1960           | In Fürstenfeldbruck Air Base. Zu Air Force School System (7135 School Group). 1960 Übergabe der Garnison an die Bundeswehr. |
| Fürth                | Nürnberg Elementary School # 1 | 1946     | 1994           | Als Nürnberg Dependents School in Kalb Housing Area der William O'Darby Barracks (Fürth) gegründet. |
| Fürth                | Johann Kalb Elementary School  | 1975     | 1994           | Als Nürnberg Dependents School # 2 in Kalb Housing Area der William O'Darby Barracks (Fürth) gegründet. |
| Fürth                | Nürnberg American High School  | 1947     | 1995           | 1946 als Erlangen High School gegründet. 1947 als High School akkreditiert, mit Internat in Erlangen. Ab 1947 in Fürth, Tannenstraße 19, 1952 Verlegung in die Fronmüllerstraße 30.                                                                               |
| Füssen               | Dependents School              | 1954     | 1957           | In Barnette Barracks (U.S. Army Ordnance School). 1957 Übergabe der Garnison an die Bundeswehr. |
| Garmisch             | Elementary/Middle School       | 1948     | noch bestehend | Als Garmisch Dependents School gegründet. Von 1958 bis 1968 wurden die Schüler mit Bussen nach Oberammergau und Murnau transportiert, da das Gebäude in Garmisch von der American Mission belegt war.                                                             |
| Grafenwöhr           | Elementary School              | 1946     | noch bestehend | Als Grafenwöhr Dependents School gegründet. 2022 bezog die Schule einen Neubau in den Tower Barracks. |
| Grafenwöhr           | Middle School                  | 1995     | 2008           | Nach Fertigstellung der neuen Schule in Netzaberg wurde Grafenwöhr Middle School geschlossen. |
| Grafenwöhr           | Netzaberg Elementary School    | 2008     | noch bestehend | In Netzaberg Village Center. |
| Grafenwöhr           | Netzaberg Middle School        | 2008     | noch bestehend | In Netzaberg Village Center. |
| Hof                  | Elementary School              | 1964     | 1971           | |
| Hohenfels            | Elementary School              | 1954     | noch bestehend | Als Hohenfels Dependents School gegründet. |
| Hohenfels            | Middle/High School             | 1995     | noch bestehend | |
| Illesheim            | Elementary School              | 1957     | 2005           | Als Illesheim Dependents School gegründet. In Storck Barracks Housing Area. |
| Ingolstadt           | Elementary School              | 1963     | 1981           | 1981 Übergabe der Garnison an die Bundeswehr. |
| Kaufbeuren           | Family School                  | 1951     | 1960           | In Kaufbeuren Air Base. Zu Air Force School System (7135 School Group). 1960 Übergabe der Garnison an die Bundeswehr. |
| Kempten              | Elementary School              | 1954     | 1969           | 1969 Übergabe der Garnison an die Bundeswehr. |
| Kitzingen            | Elementary/Junior High School  | 1947     | 2006           | Als Kitzingen Dependents School in Marshall Heights Housing Area gegründet. |
| Landsberg am Lech    | Family School                  | 1947     | 1955           | In Landsberg Air Base. Zu Air Force School System (7135 School Group). 1955 Übergabe der Garnison an die Bundeswehr. |
| Landshut             | Elementary School              | 1946     | 1968           | 1968 Übergabe der Garnison an die Bundeswehr. |
| Lechfeld             | Dependents School              | 1946     | 1947           | In Army Air Force Station Lechfeld (Lagerlechfeld). 1955 Standort der Bundeswehr. |
| Leipheim             | Elementary School              | 1952     | 1992           | Für 512th US Army Artillery Group in Günzburg (Zentrallager Riedheim für II. (GE) Korps). |
| Memmingen            | Elementary School              | 1981     | 1998           | Direkt neben dem Fliegerhorst Memmingen. Für U.S. Air Force Custodial Team (JaboG 34). |
| München              | Munich Elementary School       | 1946     | 2002           | Unter dem Namen Munich Dependents School gegründet, dann Perlacher Forst Elementary School. |
| München              | Munich American High School    | 1946     | 2002           | Eine der 6 originären American High Schools in Deutschland. 1946 in der Villa Lehmann, Holzkirchner Straße, gegründet. 1947 als High School akkreditiert, mit Internat. 1948 Umzug in die Rotbuchenstraße, 1956 Umzug in die Cincinnatistraße am Perlacher Forst. |
| Murnau               | Elementary School              | 1946     | 1971           | In Kimbro Barracks. 1971 Übergabe der Garnison an die Bundeswehr. |
| Neu-Ulm              | Elementary School              | 1951     | 1991           | Als Neu-Ulm Dependents School gegründet. Auch Ulm Elementary School genannt. In Vorfeld Housing Area. |
| Neu-Ulm              | High School                    | 1981     | 1991           | Auch Ulm High School genannt. In Vorfeld Housing Area. |
| Nürnberg             | Pastorius Elementary School    | 1985     | 1992           | Auch Nürnberg oder Merrell Elementary School genannt. Direkt neben Merrell Barracks in der Pastorius Housing Area. Weitere Schulen mit Namen „Nürnberg“ siehe Fürth.                                                                                              |
| Oberammergau         | Elementary/Junior High School  | 1953     | 1973           | Direkt neben Hawkins Barracks (U.S. Army School Command). 1973 NATO-Schule. |
| Oberpfaffenhofen     | Family School                  | 1946     | 1953           | In Oberpfaffenhofen Airfield (U.S. Air Force). Zu Air Force School System (7135 School Group). 1953 Schließung der Garnison. |
| Regensburg           | Elementary School              | 1946     | 1992           | Als Regensburg Dependents School in der Raffler-Kaserne gegründet. |
| Schweinfurt          | Elementary School              | 1946     | 2014           | Als Schweinfurt Dependents School in Askren Manor Housing Area gegründet. |
| Schweinfurt          | Middle School                  | 1981     | 2014           | Als Schweinfurt Middle/Junior High School in Askren Manor Housing Area gegründet. |
| Schweinfurt          | High School                    | 2011     | 2014           | In Yorktown Village. |
| Sonthofen            | Elementary School              | 1946     | 1954           | In der Ordensburg Sonthofen (U.S. Constabulary School). 1955 Übergabe der Garnison an die Bundeswehr. |
| Straubing            | Elementary School              | 1947     | 1965           | In Mansfield Barracks. 1965 Übergabe der Garnison an die Bundeswehr. |
| Vilseck              | Elementary School              | 1954     | noch bestehend | Als Vilseck Dependents School gegründet. |
| Vilseck              | High School                    | 1976     | noch bestehend | In Rose Barracks. |
| Weiden               | Elementary School              | 1946     | 1946           | Direkt neben Camp Pitman. |
| Wildflecken          | Elementary/Middle School       | 1954     | 1994           | Als Wildflecken Dependents School gegründet. |
| Würzburg             | Elementary School              | 1946     | 2008           | In Leighton Barracks. |
| Würzburg             | Middle School                  | 1946     | 2007           | In Skyline Housing Area. |
| Würzburg             | High School                    | 1954     | 2008           | In Leighton Barracks. 1955 als High School akkreditiert. |

### Berlin (2 Schulen)
| Ort    | Schule               | Eröffnet | Geschlossen | Bemerkungen |
| ------ | -------------------- | -------- | ----------- | --- |
| Berlin | Elementary School    | 1946     | 1994        | Als Thomas E. Roberts Elementary School in dem ehemaligen Mädchengymnasium der Gertraudenschule gegründet. 1953 Umzug in Hüttenweg 40, bei Truman Plaza. |
| Berlin | American High School | 1946     | 1994        | Eine der 6 originären American High Schools in Deutschland. 1947 als High School akkreditiert, mit Internat. Als Thomas E. Roberts High School in dem ehemaligen Mädchengymnasium der Gertraudenschule gegründet. 1953 Umzug in Hüttenweg 40, bei Truman Plaza, 1965 Umzug in den Hegewinkel 2a. |

### Bremen (5 Schulen)
| Ort         | Schule               | Eröffnet | Geschlossen | Bemerkungen |
| ----------- | -------------------- | -------- | ----------- | --- |
| Bremen      | Elementary School    | 1946     | 1954        | Als American Elementary School, Bremen in der Kurfürstenallee 15 gegründet (zuvor U.S. Konsulat). |
| Bremen      | American High School | 1946     | 1948        | Eine der 6 originären American High Schools in Deutschland. 1948 Verlegung nach Bremerhaven. |
| Bremerhaven | Elementary School    | 1948     | 1993        | Auch Speckenbüttel Elementary School genannt oder kurz Speck School. In der Lehe-Kaserne. Ab 1960 Klassen 5 und 6 in der Bremerhaven High School, übrige Klassen in einem Gebäude gegenüber von Radio City. |
| Bremerhaven | American High School | 1948     | 1979        | 1948 aus Bremen nach Bremerhaven verlegt und als High School akkreditiert. 1979 nach Eröffnung von Osterholz High School geschlossen.                                                                       |
| Wesermünde  | Dependents School    | 1946     | 1948        | Wesermünde Dependents School war Vorgängerin von Bremerhaven Elementary School. Wesermünde wurde 1947 in Bremerhaven eingemeindet.                                                                          |

### Hessen (39 Schulen)
| Ort                  | Schule                                    | Eröffnet | Geschlossen    | Bemerkungen |
| -------------------- | ----------------------------------------- | -------- | -------------- | --- |
| Babenhausen          | Elementary School                         | 1954     | 2006           | Als Babenhausen Dependents School gegründet. |
| Bad Hersfeld         | Elementary School                         | 1948     | 1994           | Als Bad Hersfeld Dependents School gegründet. |
| Bad Homburg          | Elementary School                         | 1954     | 1958           | |
| Bad Nauheim          | Elementary School                         | 1946     | 2006           | Als Bad Nauheim Dependents School gegründet. |
| Bad Wildungen        | Elementary School                         | 1946     | 1958           | 1958 Garnison geschlossen. |
| Büdingen             | Elementary School                         | 1990     | 2007           | Direkt neben Armstrong Barracks. |
| Butzbach             | Elementary School                         | 1954     | 2008           | Als Butzbach Dependents School gegründet. In der Roman Way Housing Area. |
| Darmstadt            | Elementary/Junior High School             | 1946     | 2008           | Als Darmstadt Dependents School in Lincoln Village gegründet. |
| Frankfurt            | Elementary School                         | 1946     | 1995           | Auch Platenstrasse Elementary School oder Frankfurt Elementary School # 1 genannt. Zunächst in der Fürstenberger Straße, dann im Creighton W. Abrams Complex an der Adickes Allee. |
| Frankfurt            | Atterberry Elementary School              | 1954     | 1995           | Auch Frankfurt Elementary School # 2 genannt. In den Atterberry Barracks. |
| Frankfurt            | Elizabethan Dependents School             | 1946     | 1953           | Im Creighton W. Abrams Complex. |
| Frankfurt            | Middle School                             | 1958     | 1995           | Als Frankfurt Junior High School gegründet, auch Drake Edwards Junior High School genannt. In den Drake Edwards Barracks. |
| Frankfurt            | American High School                      | 1946     | 1995           | Als Frankfurt Community School gegründet. Eine der 6 originären American High Schools in Deutschland. 1947 als High School akkreditiert. 1946–1954 Am Bornheimer Hang. Seit 1954 im Creighton W. Abrams Complex an der Miquel Allee und Siolistraße.                                           |
| Frankfurt-Höchst     | Elementary School                         | 1946     | 1954           | Studio von AFN Frankfurt im Höchster Schloss. 1954 Schließung der Garnison. |
| Frankfurt-Rhein-Main | Halvorsen Family School                   | 1947     | 1994           | Als Rhein Main Family School in Gateway Gardens (Rhein Main Air Base) gegründet, 1987 Umbenennung in Halvorsen Elementary School. Die Schule hatte zwei Außenstellen in Buchschlag und Zeppelinheim. Bis 1978 zu Air Force School System (7135 School Group).                                  |
| Frankfurt-Rhein-Main | Tunner Junior High School                 | 1961     | 1994           | Als Rhein Main Junior High School in Gateway Gardens (Rhein Main Air Base) gegründet, 1987 Umbenennung in Tunner Junior High School. Bis 1978 zu Air Force School System (7135 School Group).                                                                                                  |
| Frankfurt-Rhein-Main | Halvorsen-Tunner Elementary/Middle School | 1994     | 2005           | Aus der Zusammenlegung von Elementary und Middle School entstanden. |
| Fritzlar             | Elementary School                         | 1946     | 1952           | In der Fritzlarer Kaserne (Fritzlar Army Airfield). 1952 Übergabe der Garnison an Frankreich. |
| Fulda                | Elementary School                         | 1946     | 1994           | Als Fulda Dependents School gegründet. In Downs Barracks (Fulda Army Airfield). Schulneubau in 1983 bezogen. |
| Fulda                | Junior High/High School                   | 1983     | 1994           | In Downs Barracks (Fulda Army Airfield). Fulda Junior High/High School übernahm die Räume der Fulda Elementary School. |
| Gelnhausen           | Elementary School                         | 1948     | 2006           | Als Gelnhausen Dependents School in Coleman Barracks gegründet. |
| Gießen               | Elementary/Junior High School             | 1946     | 2007           | Als Giessen Dependents School gegründet. 1978 Neubau der Schule bezogen. |
| Gießen               | Middle School                             | 1971     | 2007           | Als Giesbach Junior High School in Dulles Housing Area gegründet (Verbindung der Namen „Giessen“ und „Butzbach“). 1986 Umbenennung in Giessen Middle School. |
| Gießen               | High School                               | 1985     | 2007           | Direkt gegenüber Giessen Depot und hinter Woodland Club. |
| Hanau                | Elementary School                         | 1952     | 1982           | Als Hanau Dependents School gegründet. Auch für U.S. Custodial Teams in Kilianstädten, Lich, Westerburg, Kemel (FlaRakBtl 23). Die Schule unterhielt die Außenstellen Roseland neben der Wolfgang-Kaserne und Sportfield.                                                                      |
| Hanau                | Sportfield Elementary School              | 1982     | 2006           | Aus der Außenstelle der Hanau Elementary School entstanden. |
| Hanau                | Argonner Elementary School                | 1982     | 2008           | Als Nachfolger der Hanau Elementary School in Old Argonner Housing Area gegründet. |
| Hanau                | Middle School                             | 1989     | 2007           | In New Argonner Housing Area am selben Standort wie Hanau American High Schools. |
| Hanau                | High School                               | 1975     | 2008           | In New Argonner Housing Area am selben Standort wie Hanau Middle School. |
| Herbornseelbach      | Elementary School                         | 1965     | 1992           | Als Herbornseelbach Dependents School gegründet. Zusammen mit einer deutschen Schule untergebracht. Für 557th US Army Artillery Group (Zentrallager Bellersdorf für III. (GE) Korps) sowie für U.S. Custodial Teams in Lipper Höhe, Oedingen, Waldbröl, Marienheide (FlaRakBtl 22 in Burbach). |
| Kassel               | Elementary School                         | 1946     | 1969           | 1951 Übergabe der Garnison an Belgien, 1957 an die Bundeswehr. Weiterbetrieb der Schule für Rothwesten Technical Operations Facility. 1969 Übergabe von Rothwesten an die Bundeswehr. |
| Marburg              | Dependents School                         | 1946     | 1952           | 1952 Übergabe der Garnison an Frankreich. |
| Wetzlar              | Elementary School                         | 1947     | 1951           | Im Displaced Persons camp. 1952 Übergabe der Garnison an Frankreich. |
| Wiesbaden            | Dependents School                         | 1947     | 1951           | Gegründet als Lahnstrasse Dependents School in einer ehemaligen deutschen Schule. Nach dem Neubau von Hainerberg Elementary School geschlossen. |
| Wiesbaden            | Aukamm Elementary School                  | 1961     | noch bestehend | In Aukamm Housing Area. |
| Wiesbaden            | Hainerberg Elementary School              | 1951     | noch bestehend | 1946 in Hainerberg Housing Area als Hoyt S. Vandenberg Family School gegründet. 1976 nach Wegzug des Hauptquartiers von USAFE in Hainerberg Elementary School umbenannt. 2020 Umbenennung in Wiesbaden Elementary School.                                                                      |
| Wiesbaden            | Crestview Elementary School               | 1952     | 1982           | In Crestview Housing Area. |
| Wiesbaden            | Lindsey Family School                     | 1948     | 1976           | In Lindsey Air Station (Hauptquartier USAFE), zu Air Force School System (7135 School Group). |
| Wiesbaden            | Middle School                             | 1968     | noch bestehend | Als Wiesbaden Junior High School in Hainerberg Housing Area gegründet. |
| Wiesbaden            | High School                               | 1947     | noch bestehend | Als General H. H. Arnold High School in der Lahnstraße gegründet. 1948 als High School akkreditiert. 1954 bis 1978 zu Air Force School System (7135 School Group). 1955 Umzug in einen Neubau in der Texasstraße in der Hainerberg Housing Area.                                               |

### Niedersachsen (8 Schulen)
| Ort                  | Schule            | Eröffnet | Geschlossen | Bemerkungen |
| -------------------- | ----------------- | -------- | ----------- | --- |
| Delmenhorst          | Elementary School | 1964     | 1991        | Das Schulgebäude wurde 1952 für die Britische Rheinarmee errichtet. Als Delmenhorst Dependents School 1964 gegründet. Für U.S. Custodial Teams in Delmenhorst, Elsfleth, Westerscheps, Deichhorst (FlaRakBtl 24).    |
| Hessisch Oldendorf   | Elementary School | 1976     | 1991        | Für Air Station Hessisch Oldendorf (Luftverteidigung in Norddeutschland) |
| Jever                | Elementary School | 1972     | 1984        | Das Schulgebäude wurde zuvor von der britischen Rheinarmee genutzt. Für U.S. Custodial Teams in Wangerland, Hohenkirchen, Rodenkirchen, Wiesmoor, Dornum (FlaRakBtl 26).                                             |
| Osterholz-Scharmbeck | Elementary School | 1978     | 1992        | Die Schule war bis 1979 in der deutschen Beethoven-Schule untergebracht, dann Umzug in ein neu errichtetes Schulgebäude.                                                                                             |
| Osterholz-Scharmbeck | High School       | 1979     | 1992        | Osterholz-Scharmbeck High School trat die Nachfolge von Bremen High School und Bremerhaven High School an. Osterholz-Scharmbeck High School bezog ein neues Schulgebäude in der Lucius-D.-Clay-Kaserne in Garlstedt. |
| Schledehausen        | Dependents School | 1981     | 1991        | Für U.S. Custodial Teams in Barnstorf, Wagenfeld, Lohne, Ahlhorn (FlaRakBtl 25). |
| Sögel                | Elementary School | 1981     | 1992        | Als Sögel Dependents School gegründet. Für 552nd US Army Artillery Group (Zentrallager Lahn für I. (GE) Korps und 1 (NL) Corps).                                                                                     |
| Wunstorf             | Elementary School | 1957     | 1971        | Im Fliegerhorst Wunstorf. |

### Nordrhein-Westfalen (14 Schulen)
| Ort             | Schule               | Eröffnet | Geschlossen | Bemerkungen |
| --------------- | -------------------- | -------- | ----------- | --- |
| Bad Godesberg   | American School      | 1952     | 1971        | Auch The American School on the Rhine genannt. 1971 traten Bonn Elementary School und Bonn High School die Nachfolge der American School on the Rhine an. |
| Bonn            | Elementary School    | 1971     | 1997        | Bonn Elementary School in Bad Godesberg, das mittlerweile nach Bonn eingemeindet worden war, trat die Nachfolge von American School on the Rhine an. |
| Bonn            | American High School | 1971     | 1997        | Bonn American High School in Bad Godesberg, das mittlerweile nach Bonn eingemeindet worden war, trat die Nachfolge von American School on the Rhine an. Die High School war die einzige Schule weltweit, die völlig im Besitz des U.S. State Departments war. Die Verwaltung der Schule regelte ein Staatsvertrag zwischen Außen- und Verteidigungsministerium der USA.                                                                         |
| Büren           | Elementary School    | 1970     | 1992        | Als Büren Dependents School in der NATO Housing Area gegründet. Für 5th US Army Artillery Group (Zentrallager für sämtliche belgischen, deutschen und niederländischen NIKE-Stellungen). Schüler aus der Werl und der Paderborn Housing Area wurden mit Bussen transportiert. |
| Geilenkirchen   | Elementary School    | 1982     | 2012        | Auch James Van Dierendonck Elementary School genannt. In einem ehemaligen Kloster untergebracht. Für U.S. Custodial Teams bei den belgischen NIKE-Verbänden in Düren, Bedburg, Euskirchen, Blankenheim, Hinsbeck, Erle-Schermbeck, Kapellen, Xanten. |
| Greven          | Elementary School    | 1968     | 1975        | Als Greven Dependents School gegründet. Greven Elementary School wurde in einem Gebäude direkt neben der bereits bestehenden niederländischen Schule untergebracht. Für U.S. Custodial Teams bei den niederländischen NIKE-Verbänden in Handorf, Erle-Schermbeck, Bad Essen, Hesepe, Schöppingen, Borgholzhausen, Hopsten, Rheine. Bei der Gründung der Schule war der Prinzipal zugleich für die Schulen in Schledehausen und Sögel zuständig. |
| Handorf         | Elementary School    | 1975     | 1981        | Handorf Elementary School trat die Nachfolge von Greven Elementary School an. Die Schule übernahm das Gebäude der früheren niederländischen Schule in Handorf. 1981 erfolgte die Verlegung der Schule nach Münster. Für 570th US Army Artillery Group (Zentrallager Schirlheide für 1 (BR) Corps und 1 (BE) Corps) |
| Hemer           | Elementary School    | 1964     | 1992        | Hemer Elementary School war in einem Flügel der großen britischen Schule untergebracht. Für U.S. Custodial Teams in Echtrop, Warendorf, Holzwickede, Datteln (FlaRakBtl 21 in Soest). |
| Kalkar          | Elementary School    | 1977     | 1992        | Die Schule war in einer angemieteten ehemaligen deutschen Schule im Ortsteil Niedermörmter untergebracht. |
| Kerpen          | Elementary School    | 1972     | 1985        | Die Schule war in zwei Blocks einer ehemaligen deutschen Schule im Ortsteil Horrem untergebracht. |
| Mönchengladbach | Elementary School    | 1977     | 1992        | Im Joint Headquarters von British Army on the Rhine (BAOR), NORTHAG und 2 ATAF in Rheindahlen. |
| Moers           | Elementary School    | 1984     | 1992        | Auch Rheinberg Elementary School genannt. Die Schule war im Gebäude einer ehemaligen Teppichfabrik untergebracht. |
| Münster         | Elementary School    | 1981     | 1992        | Die Schule war die Nachfolgerin von Greven und Handorf Elementary Schools. Münster Elementary School war in einer ehemaligen britischen Schule untergebracht, logistisch von der britischen Rheinarmee versorgt. |
| Nörvenich       | Elementary School    | 1985     | 1995        | Zunächst Kerpen Elementary School genannt. Direkt neben der Haus Hardt Kaserne in Kerpen des Fliegerhorstes Nörvenich gelegen. Für U.S. Air Force Custodial Team (JaboG 31) |

### Rheinland-Pfalz (44 Schulen)
| Ort                       | Schule                      | Eröffnet | Geschlossen    | Bemerkungen |
| ------------------------- | --------------------------- | -------- | -------------- | --- |
| Bad Kreuznach             | Elementary School           | 1951     | 2001           | In Rose Barracks Housing Area. |
| Bad Kreuznach             | High School                 | 1960     | 2001           | Im Bereich des 56th General Hospital gelegen. |
| Baumholder                | Smith Elementary School     | 1952     | noch bestehend | Auch Baumholder Elementary School # 1 genannt, in Harold D. Smith Housing Area. |
| Baumholder                | Wetzel Elementary School    | 1960     | 2014           | Auch Baumholder Elementary # 2 genannt, in Walter C. Wetzel Kaserne. Seit 2023 ist ein Neubau in Planung, Eröffnung ist für 2026 vorgesehen. |
| Baumholder                | Middle/High School          | 1955     | noch bestehend | 1956 als High School akkreditiert. In Walter C. Wetzel Housing Area. 2019 Schulneubau nach dem Konzept der „21st Century Schools“. |
| Birkenfeld                | Elementary School           | 1964     | 1996           | |
| Bitburg                   | Elementary School           | 1952     | 2016           | In Bitburg Air Base. Bis 1978 als Family School zu Air Force School System (7135 School Group). |
| Bitburg                   | Middle School               | 1975     | 2013           | Im ehemaligen Gebäude von Bitburg High School untergebracht. |
| Bitburg                   | High School                 | 1954     | 2017           | 1956 als High School akkreditiert, 1975 Bezug eines Neubaus in Bitburg Air Base. Bis 1978 zu Air Force School System (7135 School Group). |
| Büchel                    | Elementary School           | 1972     | 1995           | In Kennfus (Gemeinde Bad Bertrich). Für U.S. Air Force Custodial Team (JaboG 33) |
| Dexheim                   | Elementary School           | 1958     | 2008           | Als Dexheim Dependents School in Anderson Barracks gegründet. |
| Germersheim               | Elementary School           | 1985     | 1992           | In einem Neubau in Germersheim Military Post untergebracht. |
| Hahn                      | Elementary School           | 1953     | 1995           | Als Hahn Family School in Hahn Air Base gegründet. Bis 1978 zu Air Force School System (7135 School Group). Nach der Schließung der Air Base 1993 versorgte Hahn Elementary School die amerikanischen Familienangehörigen in Morbach und Traben-Trarbach. |
| Hahn                      | Junior High School          | 1956     | 1978           | In Hahn Air Base. Zu Air Force School System (7135 School Group). |
| Hahn                      | High School                 | 1976     | 1993           | In einem Neubau innerhalb der Housing Area der Hahn Air Base untergebracht. Bis 1978 zu Air Force School System (7135 School Group). |
| Idar-Oberstein            | Elementary School           | 1954     | 2015           | Als Idar-Oberstein Dependents School in der Straßburg Kaserne gegründet. |
| Kaiserslautern            | Elementary School           | 1953     | noch bestehend | Auch Kaiserslautern Elementary School # 2 genannt. |
| Kaiserslautern            | Middle School               | 1953     | noch bestehend | Gründung als Kaiserslautern Junior High School. 2019 Schulneubau nach dem Konzept der „21st Century Schools“. |
| Kaiserslautern            | Vogelweh Elementary School  | 1947     | noch bestehend | Als Kaiserslautern Dependents School gegründet. Auch Kaiserslautern Elementary School # 1 genannt. In Vogelweh Military Community, der größten Military Community außerhalb der kontinentalen Vereinigten Staaten. In zwei Gebäuden gegenüber von Kaiserslautern Elementary, Middle und High Schools untergebracht.                                                        |
| Kaiserslautern            | American High School        | 1952     | noch bestehend | In Vogelweh Housing Area, Illinois Place. Als Rhine High School gegründet. Auch Vogelweh American High School genannt. 1982 größte American High School außerhalb der USA (1600 Schüler). |
| Landstuhl                 | Elementary/Middle School    | 1955     | noch bestehend | Als Landstuhl American School gegründet. 2008 Neubau der Schule. 2019 weitere Investitionen nach dem Konzept der „21st Century Schools“. |
| Mainz                     | Elementary School           | 1954     | 1995           | Als Mainz Dependents School gegründet. |
| Marnheim                  | Elementary School           | 1954     | 1981           | In Marnheim (Verbandsgemeinde Kirchheimbolanden) im Donnersbergkreis. |
| Münchweiler an der Rodalb | Elementary School           | 1970     | 1975           | Die Schule wurde als Außenstelle von Pirmasens geführt. In Münchweiler Housing Area. |
| Neubrücke                 | Elementary School           | 1974     | 2008           | Als Neubrücke Dependents School gegründet. In einem Flügel des 98th General Hospital untergebracht. Nach der Versetzung des Hospitals in „turn-key“ Modus diente die Schule ab 1974 der Versorgung diverser NATO- und U.S. Air Force Einheiten des Luftverteidigung-Kommandobunkers Börfink.                                                                               |
| Pirmasens                 | Elementary/Middle School    | 1954     | 1997           | Als Pirmasens Dependents School gegründet. In der Husterhöh-Kaserne mit Außenstellen in der Adam-Müller-Straße 69 sowie in Münchweiler. |
| Prüm                      | Elementary School           | 1984     | 1992           | Als Prüm Dependents School gegründet. |
| Ramstein                  | Family School               | 1954     | 1957           | Zu Air Force School System (7135 School Group). Ramstein Family School ging 1957 in Ramstein Elementary School auf. |
| Ramstein                  | Elementary School           | 1957     | noch bestehend | In Ramstein Air Base Residential Area. Mit dem Anwachsen der Schülerzahl wurde Ramstein Elementary School in zwei Schulen (North und South) geteilt, jedoch 1961 wieder zusammengelegt. Bis 1978 zu Air Force School System (7135 School Group). |
| Ramstein                  | Middle School               | 1961     | noch bestehend | Bei der Zusammenlegung von Ramstein North und Ramstein South zu Ramstein Elementary School wurde zugleich auch die Gründung von Ramstein Middle School vorgenommen, zunächst Junior High School genannt. Bis 1978 zu Air Force School System (7135 School Group). |
| Ramstein                  | Intermediate School         | 1997     | noch bestehend | Ramstein Intermediate School wurde aus den oberen Klassen der Ramstein Elementary School gebildet. |
| Ramstein                  | American High School        | 1982     | noch bestehend | Wegen der Überfüllung von Kaiserslautern High School wurde mit der Ramstein American High School 1982 die Gründung einer weiteren High School im Kaiserslautern Military District vorgenommen, zunächst 650 Schüler im ersten Jahr, 1057 Schüler Im Schuljahr 2007/2008, 860 Schüler im Schuljahr 2022/2023. 2019 Schulneubau nach dem Konzept der „21st Century Schools“. |
| Rülzheim                  | Elementary School           | 1951     | 1985           | Rülzheim Elementary School wurde für die Schüler der Germersheim Military Community in einer ehemaligen deutschen Schule eingerichtet, bis 1985 in Germersheim eine eigene Schule gegründet wurde. |
| Sembach                   | Elementary/Middle School    | 1974     | noch bestehend | Bis 1978 zu Air Force School System (7135 School Group). Sembach Junior High School wurde 1978 aus der Elementary School ausgegliedert. |
| Spangdahlem               | Elementary School           | 1952     | noch bestehend | In Spangdahlem Air Base. Bis 1978 zu Air Force School System (7135 School Group). |
| Spangdahlem               | Middle School               | 1990     | noch bestehend | In Spangdahlem Air Base. |
| Spangdahlem               | High School                 | 2017     | noch bestehend | 2017 an Stelle von Bitburg High School gegründet. 2019 Schulneubau nach dem Konzept der „21st Century Schools“. |
| Trier                     | Elementary School           | 1981     | 1995           | Im Stadtteil Ehrang. |
| Weierhof                  | Elementary/Middle School    | 1964     | 1992           | In Weierhof Housing Area in der Gemeinde Bolanden. |
| Worms                     | Elementary School           | 1954     | 1999           | Als Worms Dependents School gegründet. |
| Zweibrücken               | Kreuzberg Elementary School | 1952     | 1993           | Auch Zweibrücken Elementary School # 1 genannt. In der Kreuzberg-Kaserne. |
| Zweibrücken               | Elementary School # 2       | 1970     | 1992           | In Zweibrücken Air Base (bis 1969 Air Base der Royal Canadian Air Force). Bis 1978 zu Air Force School System (7135 School Group). |
| Zweibrücken               | Elementary School # 3       | 1978     | 1981           | In der sogenannten French Housing Area (bis 1977 von französischen Militärangehörigen bewohnt). |
| Zweibrücken               | High School                 | 1970     | 1993           | In Zweibrücken Air Base. Bis 1978 zu Air Force School System (7135 School Group). |

### Schleswig-Holstein (2 Schulen)
| Ort       | Schule            | Eröffnet | Geschlossen | Bemerkungen |
| --------- | ----------------- | -------- | ----------- | --- |
| Flensburg | Elementary School | 1975     | 1992        | In der Briesen-Kaserne der Bundeswehr untergebracht. Für 294th US Army Artillery Group (Zentrallager Kellinghusen für LANDJUT). |
| Todendorf | Elementary School | 1958     | 1972        | Auf dem Schießplatz Todendorf der Royal Air Force. 1972 Übergabe an die Bundeswehr.                                             |